# Boigneville
Boigneville är en kommun i departementet Essonne i regionen Île-de-France i norra Frankrike. Kommunen ligger i kantonen Milly-la-Forêt som tillhör arrondissementet Évry. År 2022 hade Boigneville 376 invånare.

## Befolkningsutveckling
Antalet invånare i kommunen Boigneville
| Referens: INSEE |